# Npj Digital Medicine
npj Digital Medicine — це рецензований медичний науковий журнал із відкритим доступом, який охоплює всі аспекти цифрової медицини. Журнал був заснований у 2018 році та видається Nature Portfolio. Журнал публікує наукові статті, короткі повідомлення, коментарі, редакційні статті та рецензії.

## Цілі та сфера застосування
npj Digital Medicine — це онлайн-журнал із відкритим доступом, присвячений публікації високоякісних рецензованих досліджень у всіх аспектах цифрової медицини, включаючи клінічне застосування та впровадження цифрових і мобільних технологій, віртуальну охорону здоров’я та новітні програми штучного інтелекту та інформатики.
Метою журналу є спрямування інновацій та трансформація охорони здоров’я шляхом впровадження нових цифрових і мобільних технологій. Вирішуючи, чи відповідає рукопис обсягу, наголошується на чотирьох критеріях: новизна, клінічна значущість, наукова точність та цифрові інновації.
Приклади тем журналу:
- Клінічне застосування та ефективність нових мобільних додатків, моніторів, датчиків, програмного забезпечення та носимих пристроїв
- Клінічне застосування нових і перевірених моделей штучного інтелекту та машинного навчання
- Клінічна інформатика та цифрова трансформація клінічної практики
- Клінічні випробування, що перевіряють ефективність і сумісність цифрових інструментів і пристроїв
- Етика цифрової медицини, управління, політика, регулювання та безпека
- Цифрові близнюки
- Перевірені цифрові біомаркери
- Віртуальні моделі догляду

## Редакційна колегія
Міжнародні редактори npj Digital Medicine охоплюють широкий діапазон досліджень, охоплених журналом.
Головний редактор Джозеф С. Кведар (Гарвардська медична школа).

## Реферування та індексування
Журнал реферується та індексується за:
- CINAHL[5]
- Current Contents/Clinical Medicine[6]
- Embase[7]
- Inspec[8]
- Science Citation Index Expanded[6]
- Scopus[9]

Згідно з Journal Citation Reports, імпакт-фактор журналу на 2021 рік становить 15,357.